# جووا (دوره)
جووا (به ژاپنی: 貞和 Jōwa)، نام یک عصر تاریخی ژاپنی دربار شمالی در طی دوره نانبوکوچو بود. این عصر بعد از کوئی (دوره) و قبل از کاننو قرار داشت و از اکتبر ۱۳۴۵ تا فوریه ۱۳۵۰ میلادی به طول انجامید. در طی این عصر امپراتور دربار شمالی در کیوتو، امپراتور کومیو و امپراتور دربار جنوبی امپراتور گو-موراکامی بود.